# К-55 (1941)
К-55 — советская крейсерская дизель-электрическая подводная лодка времён Великой Отечественной войны, одиннадцатый корабль серии XIV типа «Крейсерская».

## История строительства
К-55 была заложена 29 апреля 1937 года на заводе № 189 «Балтийский завод» в Ленинграде под заводским номером 289. Спуск на воду состоялся 7 февраля 1941 года, лодка была включена в состав 4-й бригады подводных лодок Балтийского флота. 11 февраля 1941 года К-55 включили в состав 13-го дивизиона учебной бригады подводных лодок Балтийского флота. К-55 предназначалась для Тихоокеанского флота, но из-за начала Великой Отечественной войны осталась на Балтике. 25 декабря 1944 года лодка вошла в строй, 5 марта 1945 года вошла в состав Балтийского флота. В отличие от первых шести лодок проекта, К-55 не имела минного вооружения.

## История службы
Вошедшая в строй в марте 1945 года лодка до конца войны находилась в организационном периоде и участия в боевых действиях не принимала.
В августе 1948 года совместно с остальными балтийскими «Катюшами» перешла на Северный флот вокруг Скандинавского полуострова и прибыла в Екатерининскую гавань. Вошла в состав 1-го дивизиона бригады подводных лодок Северного флота, базировалась на Полярный. 9 июня 1949 года переименована в Б-8. 11 сентября 1954 года выведена из состава боевых кораблей, переоборудована в ПЗС. 9 ноября 1954 года получила наименование ПЗС-52, 27 декабря того же года переименована в ЗАС-5. С 28 ноября 1957 года использовалась как учебно-тренировочная станция, в 1958 году переименована в УТС-58, служила в этой роли около 21 года. 31 марта 1979 года исключена из списка плавсредств ВМФ, передана в ОФИ для переработки. В 2002 году полузатопленный остов лодки ещё находился в бухте Незаметная.

### Командиры
- 25 февраля 1943 — 31 мая 1943 И. С. Кабо
- 20 августа 1943 — 10 февраля 1944 Е. Г. Юнаков
- 10 февраля 1944 — 20 апреля 1944 Г. А. Ломтев (вр.и.о)
- 20 апреля 1944 — май 1945 Н. О. Момот
- 1949 — П. В. Александров